# Porphyrinurie
La porphyrinurie est l'excrétion pathologique de porphyrines dans les urines. Chez un sujet sain on peut trouver une concentration de porphyrines totales qui varie de 8 µg à 149 µg par 24 heures pour un homme et de 3 µg à 78 µg par 24 heures pour une femme. Une élévation au-dessus de ces normales est souvent un indicateur de pathologie comme une porphyrie, une intoxication par le plomb, une insuffisance hépatique ou encore une anémie de type aplastique ou hémolytique. La prise de médicaments porphyrinogènes comme les barbituriques, les sulfamides, les œstrogènes, les amphétamines et la théophylline, par exemple, est un facteur qui augmente l'excrétion des porphyrines. Les porphyrines donnent une coloration rouge porto à l'urine qui est particulière aux porphyries et constitue un élément important de diagnostic de la maladie. La coloration peut apparaître ou être accentuée par une exposition aux rayons ultraviolets.

## Sources
- Pagana, D. Kathleen, L'infirmière et les examens paracliniques, Edisem, Maloine, 2003
- Marieb, N. Elaine, Anatomie et physiologie humaines, troisième édition, ERPI, 2005